# Ken Rock Station
『Ken Rock Station』（ケン・ロック・ステーション）は、エフエム石川で1990年3月20日から2009年3月31日まで放送されたリクエスト番組。放送時間は、月曜日から木曜日の18:00から19:55（JST）。愛称はKen Rock（ケンロック）。

## 概要
- エフエム石川が開局した1990年に放送を開始した電話リクエスト番組である。エフエム石川本社1階にあるオープンスタジオからの生放送。
- 番組名の由来は、石川県金沢市の特別名勝「兼六園」から来ており、他には「6時から始まる番組」や「石川県がロックする」という意味も込められている[2]。番組開始当初は『KEN ROCK STATION』であったが、その後現行タイトルに改められた。
- 『Ken Rock Station』では、様々な方法でリクエストを受け付けていた。番組開始時は電話・はがき・留守番電話（留守番電話は後に廃止）であったが、その後、ファクシミリ・ホームページ・携帯電話サイトからのリクエスト受付を行うようになる。
- 長年石川県内においては愛聴者も多く、松井秀喜が石川県在住時に聞いていたことも本人が語っている。また、capsuleのこしじまとしこが『KANAZAWA HOT 100』にゲスト出演した際には、「Ken Rock Stationをよく聞いていた。」と語っている。こしじまなど県出身者、県内の音楽関係者に番組を懐かしむ者は多い[3]。かつてのリスナーの中には北陸放送アナウンサーの谷川恵一のように、のちに他局でラジオパーソナリティーとなった者もいる[4]。
- 携帯電話や電子メールが普及したことに伴い電リク番組自体が衰退していることに加えFM石川の広告収入の減少や制作費の削減による影響がこの番組も受けるようになり1990年3月の開局から19年間続いたこの番組も2009年3月をもって幕を閉じることとなった。
- 2009年4月以降の後番組は、『Sunset Express MOVE』（月曜～木曜16:30～19:00）、『A・O・R』（月曜～木曜19:00～20:55、JFNC）

## 放送時間の変遷
- 1990年3月20日～1992年3月31日
  - 月曜日～木曜日 - 18:00～18:55、金曜日 - 18:00～19:55（『COUNTDOWN KEN ROCK』、後述）
- 1992年4月1日～1994年3月31日
  - 月曜日～木曜日 - 18:00～19:25（18:55～19:00は『FM石川ニュース』）
- 1994年4月1日～2009年3月31日
  - 月曜日～木曜日 - 18:00～19:55（18:55～19:00は『FM石川ニュース』）

## 担当した主なパーソナリティ
- 木村雅幸（初代パーソナリティ）
- 森下さち（当時は『森下 祥』）
- 祝迫くみ子
- 庄子久子
- 池田めぐみ（水曜・木曜）
- 平山貴人（月曜・火曜）
- 松岡理恵（水曜・木曜）

## 主なコーナー
BREAKING HITS
今後ヒットすることが確実な楽曲を紹介するコーナー。
The Voice
アーティストからのメッセージコーナー。タイトルコールではTheの部分が省略される。
Blue Stage Music Pick Up
18:45頃に放送されるコーナーで、エフエム石川のパワープレイ「HELLOFIVE MUSIC PICK UP」から1曲を紹介する。なお、このコーナーは後番組『Do it!』でも継続していた（17:45頃に放送）が、2012年5月を以って終了した。
HELLOFIVE MUSIC PICK UP
毎月最終放送日の19時台に放送されるコーナーで、毎月J-POPおよび洋楽から各4曲を発表する。現在は『MUSIC UP NEXT』で毎月最終木曜日に発表している。

## チャート番組
放送を開始した1990年からは、金曜日18:00～19:55にオリジナルチャート番組『COUNTDOWN KEN ROCK』（カウントダウン・ケン・ロック）を放送。1992年からは、『KEN ROCK HOT 50』（ケン・ロック・ホット・フィフティー）と名称を変えて継続される。1993年からは、放送時間が1時間拡大されて1999年3月26日まで放送された。同年4月から『KANAZAWA HOT 100』として放送された。

## 公開放送
- 2004年からは、毎年9月の祝日（敬老の日あるいは秋分の日）に開催されるエフエム石川祭りの会場で公開放送が行われるようになる。会場は石川県中央公園（金沢市広坂）で、ゲスト出演するアーティストによるライブも行われた。
  - 2004年9月23日 - ゲスト：奥村愛子・ACID HAREM
  - 2005年9月19日 - ゲスト：佐藤竹善・Chicago Poodle
  - 2006年9月18日 - ゲスト：SEAMO・NIRGILIS
  - 2007年9月18日 - ゲスト：lecca・YA-KYIM
  - 2008年9月15日 - ゲスト：清水翔太・SCANDAL